# Peter Baireuther
Peter Baireuther (* 1948 in Schwäbisch Gmünd) ist ein deutscher Mathematiker und emeritierter Professor der PH Weingarten.

## Karriere
Nach dem Studium an der Ludwig-Maximilians-Universität in München in den Jahren 1966 bis 1970 mit den Fächern Mathematik und Physik trat Peter Baireuther 1971 als Assistent an der PH Schwäbisch Gmünd seine erste Stelle an. 1974 wechselte er als Dozent an die damals noch existierende Pädagogische Hochschule Esslingen, wo er 1977 zum Professor berufen wurde. 1981 wechselte er als Professor für Mathematik und ihre Didaktik an die PH Weingarten. Dort war er einige Jahre auch Dekan der früheren Fakultät III. Im Oktober 2013 ging er in den Ruhestand.

## Arbeitsbereiche
Baireuther beschäftigt sich schwerpunktmäßig mit der Didaktik der Mathematik. Er untersucht hauptsächlich die Frage, wie sich bei Kindern mathematische Grundvorstellungen entwickeln und fördern lassen. Daneben analysiert er Verstehensprozesse im Mathematikunterricht und arbeitet an der Weiterentwicklung der Unterrichtskultur in diesem Fachbereich. Seine beiden Bücher „Mathematikunterricht in den Klassen 1 und 2“ sowie „Mathematikunterricht in den Klassen 3 und 4“ gehören zur Standardliteratur der Lehrerausbildung für die Grundschule in Baden-Württemberg.
Besonders am Herzen liegt Baireuther der sogenannte „Formzahlaspekt“, also der Zusammenhang zwischen Zahlen und geometrischen Formen und welchen Nutzen dieser für den Aufbau mathematischer Grundvorstellungen hat.
Neben einzelnen fachwissenschaftlichen Vorlesungen und Seminaren lehrt Baireuther vor allem im Bereich der Grundschuldidaktik.